# Бородкин, Михаил Михайлович
Михаи́л Миха́йлович Боро́дкин (1852—1919) — русский генерал-лейтенант, военный юрист, историк Финляндии.

## Биография
Родился 1 (13) сентября 1852 года в Финляндии на Аландских островах, в офицерской семье; отец, Михаил Иванович Бородкин был начальником штрафной роты в крепости Бомарсунд; мать — Оливия Каролина, урождённая Викберг. В начале 1854 года его отец был осуждён за непредумышленное убийство после того, как забил заключенного до смерти и был понижен в звании до солдата. В том же году, после битвы при Бомарсунде он попал в плен. Мать была не в состоянии содержать детей, и Михаил Бородкин был отправлен на воспитание к дяде-финну в Сипоо, которому удалось поместить племянника в Гатчинский сиротский институт. Мать Бородкина в 1861 году была помещена в психиатрическую больницу Лапинлахти, а в 1869 году попала в психиатрическую больницу острова Сейли из-за «хронической паранойи».
После окончания сиротского института он учился во 2-м Константиновском военном училище, откуда был выпущен в 1875 году прапорщиком в 23-ю артиллерийскую бригаду, дислоцированную в Финляндии, где дослужился до капитана.
Продолжил образование в Военно-юридической академии, окончив её в 1882 году по специальности военный юрист.
С 1883 года занимал должности по военно-судебному ведомству — помощника военного прокурора Одесского военного округа, военного следователя Петербургского военного округа, военного судьи Варшавского (1892—1895) и Петербургского (1895—1901) военных округов.
В 1890 году был произведён в полковники, а 9 апреля 1900 года — в генерал-майоры и в 1901 году был назначен генералом для особых поручений при военном министре; в 1907 году получил чин генерал-лейтенанта и с 1909 года был помощником главного военного прокурора.
Свободно владея шведским языком, он смог исследовать историю Финляндии и в 1880-х годах начал писать о ней в русских журналах, первоначально под псевдонимом Г. А. Абов. Выступал с позиции русских государственнических идей; написал очень много книг, брошюр и статей по этому вопросу (частично под псевдонимом Борис Ленский).
М. М. Бородкин принимал непосредственное участие в ряде комиссий по разработке мероприятий по Финляндии; в 1893 году он был призван в комиссию для составления проекта нового установления о воинской повинности в Финляндии и реорганизации финских войск и их управления. Затем он входил в состав касавшихся Финляндии (1899 год) комиссий и совещаний: статс-секретаря Победоносцева, сенатора Таганцева, статс-секретаря Столыпина, тайного советника Харитонова и других.
Генерал Бородкин являлся одним из учредителей и членом Совета Русского собрания и специалистом по финляндскому вопросу в Русском окраинном обществе.
В 1911—1912 годах занимал должность начальника Александровской военно-юридической академии. С 24 апреля 1916 года — член Государственного совета по назначению.
В 1919 году Михаил Михайлович Бородкин был взят «красными» в заложники и расстрелян.

## Избранная библиография
- Венчанный рыцарь и его тернистый путь. — Харьков, 1914
- Война 1854—1855 гг. на Финскомъ побережье: историческiй очеркъ: с 127-ю иллюстрацiями. — Санкт-Петербург: Товарищество Р. Голике и А. Вильборг, 1904. — 406 с.
- Всеславянское братство (Панславизм). — Петроград : Печ. Е. Евдокимова, 1892 Электронная копия
- Граф Л. Н. Толстой как учитель жизни. — СПб., 1897
- Густав-Мориц Армфельт и его русско-финские отношения. Исторический очерк. — СПб., 1901
- Из новейшей истории Финляндии. Время управления Н. И. Бобрикова — СПб., 1905 Национальная библиотека Республики Карелия
- История Финляндии. Время Екатерины II и Павла I. — СПб., 1912 РГБ
- История Финляндии. Время Елизаветы Петровны. — СПб., 1910 РГБ
- История Финляндии. Время императора Александра I. — СПб., 1909 Президентская библиотека
- История Финляндии. Время императора Александра II. — СПб., 1908 РГБ
- История Финляндии. Время императора Николая I. — СПб., 1915 РГБ
- История Финляндии. Время Петра Великого. — СПб., 1910 РГБ
- Итоги столетия. — Харьков, 1909
- Краткая история Финляндии. — СПб., 1911
- Современное положение русского Дела на Финляндской окраине. — СПб., 1905
- Справки о «конституции» Финляндии. — СПб., 1900
- Финляндия в русской печати. Материалы для библиографии. — СПб., 1902
- Финляндская окраина в составе Русского государства. — СПб., 1906 (доп. изд-ние: СПб., 1910)
- Юридическое положение Финляндии. — СПб., 1901
- Двухсотлетие взятия Выборга. — СПб.: Гос. тип., 1910

## Награды
- орден Св. Станислава 1-й ст. (1904)
- орден Св. Анны 1-й ст. (1909)
- орден Св. Владимира 2-й ст. (1914)